# Thiago Cionek
Thiago Rangel Cionek (Curitiba, 21 april 1986) is een Pools-Braziliaans profvoetballer die doorgaans als centrale verdediger speelt. Cionek debuteerde in 2014 in het Pools voetbalelftal.

## Clubcarrière
Cionek begon in Brazilië bij Cuiabá en speelde kort bij de Portugese derdeklasser Bragança. Nadat ook een doorbraak bij CRB uitbleef, tekende hij in de zomer van 2008 na een geslaagde stage een contract voor vier seizoenen bij het Poolse Jagiellonia Białystok. Bij die club werd hij een vaste waarde en won hij in 2010 de Puchar Polski en de Poolse supercup. In 2012 ging hij naar het Italiaanse Padova dat uitkwam in de Serie B. In het seizoen 2013/14 werd hij verhuurd aan Modena wat op hetzelfde niveau uitkwam. Die club nam hem daarna over en begin 2016 werd Cionek aangetrokken door Palermo wat uitkwam in de Serie A. Hij verruilde Palermo in januari 2018 voor SPAL. In 2020 ging hij naar Reggina Calcio.

## Interlandcarrière
In oktober 2011 verkreeg Cionek, die van Poolse komaf is, het Poolse staatsburgerschap. Hij maakte op 13 mei 2014 onder bondscoach Adam Nawałka zijn debuut in het Pools voetbalelftal in een oefenwedstrijd tegen Duitsland. Hij werd na 76 minuten vervangen door Maciej Wilusz. Cionek maakte deel uit van de Poolse selectie op het Europees kampioenschap 2016. Polen werd in de kwartfinale na strafschoppen uitgeschakeld door Portugal (1–1, 3–5). Jakub Błaszczykowski was de enige speler die miste. Cionek kwam tijdens het toernooi één keer in actie, in de met 0–1 gewonnen groepswedstrijd tegen Oekraïne. Nawałka nam hem ook mee naar het WK 2018. Ook hierop speelde hij één wedstrijd, waarin hij verantwoordelijk was voor een eigen doelpunt in het met 1–2 verloren groepsduel tegen Senegal.
| Interlands van Thiago Cionek voor Polen | Interlands van Thiago Cionek voor Polen | Interlands van Thiago Cionek voor Polen | Interlands van Thiago Cionek voor Polen | Interlands van Thiago Cionek voor Polen | Interlands van Thiago Cionek voor Polen | Interlands van Thiago Cionek voor Polen |
| №                                       | Datum                                   | Wedstrijd                               | Uitslag                                 | Competitie                              | Goals                                   |                                         |
| Als speler bij Modena                   | Als speler bij Modena                   | Als speler bij Modena                   | Als speler bij Modena                   | Als speler bij Modena                   | Als speler bij Modena                   | Als speler bij Modena                   |
| --------------------------------------- | --------------------------------------- | --------------------------------------- | --------------------------------------- | --------------------------------------- | --------------------------------------- | --------------------------------------- |
| 1                                       | 13 mei 2014                             | Duitsland – Polen                       | 0 – 0                                   | Vriendschappelijk                       |                                         |                                         |
| 2                                       | 18 november 2014                        | Polen – Zwitserland                     | 2 – 2                                   | Vriendschappelijk                       |                                         |                                         |
| 3                                       | 16 juni 2015                            | Polen – Griekenland                     | 0 – 0                                   | Vriendschappelijk                       |                                         |                                         |
| 4                                       | 17 november 2015                        | Polen – Tsjechië                        | 3 – 1                                   | Vriendschappelijk                       |                                         |                                         |
| Als speler bij Palermo                  |                                         |                                         |                                         |                                         |                                         |                                         |
| 5                                       | 1 juni 2016                             | Polen – Nederland                       | 1 – 2                                   | Vriendschappelijk                       |                                         |                                         |
| 6                                       | 6 juni 2016                             | Polen – Litouwen                        | 0 – 0                                   | Vriendschappelijk                       |                                         |                                         |
| 7                                       | 21 juni 2016                            | Oekraïne – Polen                        | 0 – 1                                   | EK 2016 groepsfase                      |                                         |                                         |
| 8                                       | 8 oktober 2016                          | Polen – Denemarken                      | 3 – 2                                   | Kwalificatie WK 2018                    |                                         |                                         |
| 9                                       | 11 oktober 2016                         | Polen – Armenië                         | 2 – 1                                   | Kwalificatie WK 2018                    |                                         |                                         |
| 10                                      | 14 november 2016                        | Polen – Slovenië                        | 1 – 1                                   | Vriendschappelijk                       |                                         |                                         |
| 11                                      | 26 maart 2017                           | Montenegro – Polen                      | 1 – 2                                   | Kwalificatie WK 2018                    |                                         |                                         |
| 12                                      | 10 juni 2017                            | Polen – Roemenië                        | 3 – 1                                   | Kwalificatie WK 2018                    |                                         |                                         |
| 13                                      | 1 september 2017                        | Denemarken – Polen                      | 4 – 0                                   | Kwalificatie WK 2018                    |                                         |                                         |
| 14                                      | 5 oktober 2017                          | Armenië – Polen                         | 1 – 6                                   | Kwalificatie WK 2018                    |                                         |                                         |
| 15                                      | 10 november 2017                        | Polen – Uruguay                         | 0 – 0                                   | Vriendschappelijk                       |                                         |                                         |
| 16                                      | 13 november 2017                        | Polen – Mexico                          | 0 – 1                                   | Vriendschappelijk                       |                                         |                                         |
| Als speler bij SPAL                     |                                         |                                         |                                         |                                         |                                         |                                         |
| 17                                      | 27 maart 2018                           | Polen – Zuid-Korea                      | 3 – 2                                   | Vriendschappelijk                       |                                         |                                         |
| 18                                      | 8 juni 2018                             | Polen – Chili                           | 2 – 2                                   | Vriendschappelijk                       |                                         |                                         |
| 19                                      | 12 juni 2018                            | Polen – Litouwen                        | 4 – 0                                   | Vriendschappelijk                       |                                         |                                         |
| 20                                      | 19 juni 2018                            | Polen – Senegal                         | 1 – 2                                   | WK 2018                                 |                                         |                                         |
| 21                                      | 20 november 2018                        | Portugal – Polen                        | 1 – 1                                   | UEFA Nations League 2018/19             |                                         |                                         |